# Dan Fritsche
Dan Fritsche (Parma, 13 luglio 1985) è un hockeista su ghiaccio statunitense con cittadinanza svizzera professionista che gioca nel doppio ruolo di ala e centro. Dalla stagione 2013-2014, nella Lega Nazionale A con gli ZSC Lions. In precedenza ha giocato nella National Hockey League con i Columbus Blue Jackets, con i NY Rangers e Minnesota Wild; nella American Hockey League con i Syracuse Crunch.

## Statistiche
Statistiche aggiornate a giugno 2013.

### Club
| Stagione | Squadra               | Stagione regolare | Stagione regolare | Stagione regolare | Stagione regolare | Stagione regolare | Stagione regolare | Playoff | Playoff | Playoff | Playoff | Playoff |
| Stagione | Squadra               | Lega              | P                 | G                 | A                 | Pt                | PIM               | P       | G       | A       | Pt      | PIM     |
| -------- | --------------------- | ----------------- | ----------------- | ----------------- | ----------------- | ----------------- | ----------------- | ------- | ------- | ------- | ------- | ------- |
| 2000-01  | Cleveland Barons      | NAHL              | 49                | 23                | 29                | 52                | 47                | 1       | 1       | 1       | 2       | 0       |
| 2001-02  | Sarnia Sting          | OHL               | 17                | 5                 | 13                | 18                | 20                |         |         |         |         |         |
| 2002-03  | Sarnia Sting          | OHL               | 61                | 32                | 39                | 71                | 79                | 5       | 2       | 2       | 4       | 4       |
| 2003-04  | Columbus Blue Jackets | NHL               | 19                | 1                 | 0                 | 1                 | 12                | -       | -       | -       | -       | -       |
|          | Syracuse Crunch       | AHL               | 4                 | 2                 | 0                 | 2                 | 0                 | 4       | 0       | 1       | 1       | 4       |
|          | Sarnia Sting          | OHL               | 27                | 16                | 13                | 29                | 26                | 5       | 1       | 5       | 6       | 0       |
| 2004-05  | Sarnia Sting          | OHL               | 2                 | 1                 | 1                 | 2                 | 0                 | -       | -       | -       | -       | -       |
|          | London Knights        | OHL               | 28                | 17                | 18                | 35                | 18                | 17      | 9       | 13      | 22      | 12      |
|          |                       | M-Cup             | 4                 | 3                 | 3                 | 6                 | 8                 | -       | -       | -       | -       | -       |
| 2005-06  | Columbus Blue Jackets | NHL               | 59                | 6                 | 7                 | 13                | 22                | -       | -       | -       | -       | -       |
|          | Syracuse Crunch       | AHL               | 19                | 5                 | 4                 | 9                 | 12                | 6       | 2       | 2       | 4       | 8       |
| 2006-07  | Columbus Blue Jackets | NHL               | 59                | 12                | 15                | 27                | 35                |         |         |         |         |         |
| 2007-08  | Columbus Blue Jackets | NHL               | 69                | 10                | 12                | 22                | 22                |         |         |         |         |         |
| 2008-09  | New York Rangers      | NHL               | 16                | 1                 | 3                 | 4                 | 2                 | -       | -       | -       | -       | -       |
|          | Minnesota Wild        | NHL               | 34                | 4                 | 5                 | 9                 | 10                |         |         |         |         |         |
| 2009-10  | Syracuse Crunch       | AHL               | 67                | 13                | 29                | 42                | 12                |         |         |         |         |         |
| 2010-11  | Genève-Servette       | NLA               | 39                | 15                | 18                | 33                | 66                |         |         |         |         |         |
| 2011-12  | Genève-Servette       | NLA               | 14                | 1                 | 1                 | 2                 | 6                 | -       | -       | -       | -       | -       |
|          |                       | Playout           | 9                 | 2                 | 5                 | 7                 | 2                 | -       | -       | -       | -       | -       |
| 2012-13  | Genève-Servette       | NLA               | 43                | 16                | 16                | 32                | 18                | 7       | 2       | 3       | 5       | 2       |
| 2013-14  | Lugano                | NLA               | 0                 | 0                 | 0                 | 0                 | 0                 |         |         |         |         |         |

### Nazionale
| Stagione | Livello | Risultati    | Risultati | Risultati | Risultati | Risultati | Risultati |
| Stagione | Livello | Competizione | P         | G         | A         | Pt        | PIM       |
| -------- | ------- | ------------ | --------- | --------- | --------- | --------- | --------- |
| 2003-04  | USA U20 | WJC-20       | 6         | 2         | 2         | 4         | 4         |
| 2004-05  | USA U20 | WJC-20       | 7         | 3         | 4         | 7         | 22        |

## Palmarès

### Club
- Memorial Cup: 1

 London Knights: 2005
- Ontario Hockey League: 1

 London Knights: 2004-05
- Campionato svizzero: 1

 ZSC Lions: 2013-2014

### Nazionale
- Campionato mondiale di hockey su ghiaccio Under-20: 1

 Stati Uniti U-20: 2004

### Individuale
- CHL Top Prospects Game: 1

2002-2003
- CHL All-Star Team: 1

2004-2005
- AHL All-Star Classic: 1

2010
- Coppa Spengler All-Star Team: 1

2010